# Babka gwiaździsta
Babka gwiaździsta (Benthophilus stellatus) – gatunek ryby z rodziny babkowatych (Gobiidae).

## Występowanie
Zlewiska mórz Czarnego, Azowskiego i Kaspijskiego. 
Rzeki oraz wody słonawe. Żyje w wodach o temp 4–20 °C. W wodach słodkich występuje na dnie mulistym, w wodach słonawych na piasku i wśród skorup muszli.

## Cechy morfologiczne
Samce osiągają13,5 cm długości, samice 11 cm.

## Odżywianie
Żywi się skorupiakami, mięczakami, larwami owadów i małymi rybami.

## Rozród
W Morzu Azowskim trze się V i VI, w delcie Wołgi w IV – VI. Ikra ma kształt gruszkowaty.